# エイブルフレンド
エイブルフレンド（英: Able Friend、香：步步友）は、香港の競走馬。主な勝ち鞍は2014年の香港マイル、2015年のチャンピオンズマイル、香港スチュワーズカップ、クイーンズシルヴァージュビリーカップ。

## 戦績
2012年11月にオーストラリアでデビューし、2戦1勝の成績を残して2013年より香港に移籍する
2014年の香港4歳馬シリーズではデザインズオンロームと激闘を繰り広げ、香港クラシックマイルで1着、香港クラシックカップ、香港ダービーでは2着となり、3戦全ての1、2着を両馬で分け合った。同年のチャンピオンズマイルでは2着に敗れるが、同年の下半期からは絶頂期に突入する。前哨戦のジョッキークラブマイルを快勝すると、年末の香港マイルでは直線大外から桁違いの勢いで伸び、2着ゴールドファンに4馬身半という決定的な差をつけて圧勝した。同レースではワールド・ベスト・レースホース・ランキングで香港競馬史上最高のレーティング127を獲得した。
2015年も勢いは止まらず、香港スチュワーズカップ、クイーンズシルヴァージュビリーカップ、チャンピオンズマイルを制覇し、前年からの連勝を6に伸ばす。約580キロの雄大の栗毛の馬体から繰り出される強烈な末脚は香港のファンを熱狂させ、「香港の英雄」と称されるほどになる。香港マイル界に敵がいない状態となり、6月には英国ロイヤルアスコットのクイーンアンステークスへの遠征を敢行。当時の欧州最強マイラー・ソロウとの対決が注目を集めたが、当日は発汗が酷く力を発揮できず、6着に敗れた。7月には2014-2015シーズンの香港年度代表馬に選出された。
英国遠征から帰国して2戦目のジョッキークラブマイルでまさかの3着に敗れ、香港での連勝が7でストップする。それでも香港マイルでは断然の1番人気に支持されたが、最後の直線で一度は交わしたモーリスに差し返され、内から伸びたジャイアントトレジャーにも遅れを取って3着に敗退した。レース後に軽度の跛行が見られ、年明けの精密検査により屈腱炎を発症していることが判明。生まれ故郷オーストラリアで休養に入った。
2016年11月の復帰戦を4着とし、香港マイルでは1番人気に推されたが往年ほどの末脚を発揮できず6着に敗れる。
2017年は香港スチュワーズカップ3着、クイーンズシルヴァージュビリーカップ2着と勝ち星には恵まれず、同年3月に屈腱炎の再発が判明し、現役を引退した。引退後は故郷のオーストラリア・ニューサウスウェールズ州で功労馬として余生を送る。

## 血統表
| エイブルフレンドの血統 | エイブルフレンドの血統                           | エイブルフレンドの血統                           | （血統表の出典）                                 | （血統表の出典） |
| 父系                   | ストームキャット系                               | ストームキャット系                               | ストームキャット系                               | [ § 2 ]          |
| 父 Shamardal 2002 鹿毛 | 父の父Giant's Causeway 1997 栗毛                 | Storm Cat                                        | Storm Bird                                       | Storm Bird       |
| 父 Shamardal 2002 鹿毛 | 父の父Giant's Causeway 1997 栗毛                 | Storm Cat                                        | Terlingua                                        |                  |
| 父 Shamardal 2002 鹿毛 | 父の父Giant's Causeway 1997 栗毛                 | Mariah's Storm                                   | Rahy                                             | Rahy             |
| 父 Shamardal 2002 鹿毛 | 父の父Giant's Causeway 1997 栗毛                 | Mariah's Storm                                   | Immense                                          |                  |
| 父 Shamardal 2002 鹿毛 | 父の母Helsinki 1993 鹿毛                         | Machiavellian                                    | Mr. Prospector                                   | Mr. Prospector   |
| 父 Shamardal 2002 鹿毛 | 父の母Helsinki 1993 鹿毛                         | Machiavellian                                    | Coup de Folie                                    |                  |
| 父 Shamardal 2002 鹿毛 | 父の母Helsinki 1993 鹿毛                         | Helen Street                                     | Troy                                             | Troy             |
| 父 Shamardal 2002 鹿毛 | 父の母Helsinki 1993 鹿毛                         | Helen Street                                     | Waterway                                         |                  |
| 母 Ponte Piccolo 2001  | 母の父Volksraad 1988 鹿毛                        | Green Desert                                     | Danzig                                           | Danzig           |
| 母 Ponte Piccolo 2001  | 母の父Volksraad 1988 鹿毛                        | Green Desert                                     | Foreign Courier                                  |                  |
| 母 Ponte Piccolo 2001  | 母の父Volksraad 1988 鹿毛                        | Celtic Assembly                                  | Secretariat                                      | Secretariat      |
| 母 Ponte Piccolo 2001  | 母の父Volksraad 1988 鹿毛                        | Celtic Assembly                                  | Welsh Garden                                     |                  |
| 母 Ponte Piccolo 2001  | 母の母Baronia 1985 芦毛                          | Half Iced                                        | Hatchet Man                                      | Hatchet Man      |
| 母 Ponte Piccolo 2001  | 母の母Baronia 1985 芦毛                          | Half Iced                                        | Winter Memory                                    |                  |
| 母 Ponte Piccolo 2001  | 母の母Baronia 1985 芦毛                          | Barron Fey                                       | Scottish Rifle                                   | Scottish Rifle   |
| 母 Ponte Piccolo 2001  | 母の母Baronia 1985 芦毛                          | Barron Fey                                       | Royal News                                       |                  |
| 母系(F-No.)            | 13号族(FN:13-a)                                  | 13号族(FN:13-a)                                  | 13号族(FN:13-a)                                  | [ § 3 ]          |
| 5代内の近親交配        | Secretariat5×4＝9.38%、Northern Dancer5×5＝6.25% | Secretariat5×4＝9.38%、Northern Dancer5×5＝6.25% | Secretariat5×4＝9.38%、Northern Dancer5×5＝6.25% | [ § 4 ]          |
| 出典                   | 1. 2. 3. 4.                                      | 1. 2. 3. 4.                                      | 1. 2. 3. 4.                                      | 1. 2. 3. 4.      |